# Dicranomyia (Caenolimonia) osterhouti
Dicranomyia (Caenolimonia) osterhouti is een tweevleugelige uit de familie steltmuggen (Limoniidae). De soort komt voor in het Neotropisch gebied.